# Isia flavitincta
Isia flavitincta är en fjärilsart som beskrevs av Rothschild 1910. Isia flavitincta ingår i släktet Isia och familjen björnspinnare. Inga underarter finns listade i Catalogue of Life.